# Ervaring

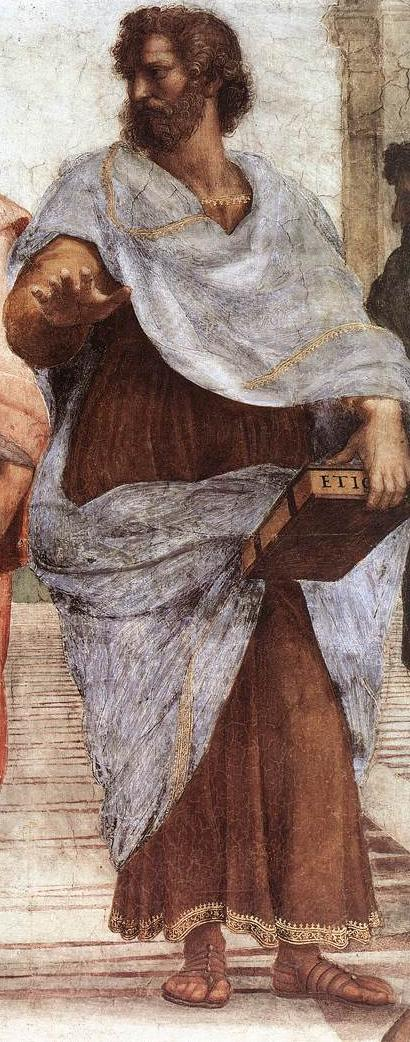
In de Atheense school van Rafaël wijst Aristoteles naar het aardse als bron van alle kennis en ervaring

Ervaring is kennis hebben van de gebruikelijke gang van zaken, verkregen door observatie en betrokkenheid bij bepaalde processen of toestanden. Het begrip ervaring is haast synoniem met inzicht, kennis en weten. Een persoon met een aanzienlijke ervaring op een bepaald gebied, is een expert en zijn ervaring is expertise.

## Algemeen
Ervaring is een vorm van kennis of inzicht, die door ondervinding geleerd wordt. Kennis wordt hierbij wel gezien als geheel van theorie en ervaring. De term heeft een speciale betekenis in relatie tot de wetenschap. Vaak wordt daar de eis gesteld dat deze zich moet beperken tot de in de ervaring waarneembare verschijnselen. Bedoeld wordt dan ook de verschijnselen, die herleidbaar dienen te zijn tot zintuiglijke gewaarwordingen.
In de wetenschapsfilosofie is het wezen van kennis en ervaring altijd omstreden gebleven. Gadamer heeft gezegd dat het begrip ervaring, hoe paradoxaal het ook mag klinken, tot de minst duidelijk begrippen behoort die mensen bezitten. Elke theorie van de ervaring lijdt aan het euvel dat ze op de wetenschap georiënteerd is en daarom geen oog heeft voor de innerlijke historiciteit van de ervaring. Volgens Berger (1993) stelde Heidegger dat een ervaring opdoen betekent dass es uns widerfahrt, das es uns trifft, über uns kommt, uns umwirft und verwanderlt.
Volgens Hubbeling kan de vraag wat ervaring is niet worden bekeken zonder de algemene vraag onder ogen te zien, hoe kennis vergaard wordt. Nu is dit een van de grote kernvragen van alle wijsbegeerte en is dit probleem nog nooit opgelost. Als namelijk na wordt gegaan wat precies door de zintuigen wordt verwerkt, dan zijn dat bepaalde indrukken van vorm en grootte, maar wordt het voorwerp als zodanig niet gezien. De geest geeft een bepaalde interpretatie aan bepaalde indrukken en op grond daarvan kan het voorwerp als zodanig benoemd worden. Bij dit soort ervaren zit denken en interpretatie. Het is met name het classificerend en duidend vermogen van het denken dat aan de ervaring ten grondslag ligt. Hiernaast heeft het verstand nog een eigen invloed op de kennisvorming door aanwending van de logica.

## Vormen van ervaring
De theorie en praktijk kent verschillende soorten van ervaring, bijvoorbeeld:
- Bijna-doodervaring;
- Unieke/persoonlijke ervaring; ervaring die enkel een aantal/bepaalde personen of enkel een iemand ervaren heeft;
- Dagelijkse ervaring; dat wat door iedereen als normaal en gangbaar wordt aangenomen;
- Experimentele ervaring; uitkomsten verkregen door middel van experimenten;
- Inwendige ervaring;
- Mystieke ervaring;
- Esthetische ervaring;
- Praktische ervaring;
- Religieuze ervaring;
- Wetenschappelijke ervaring;
- Zintuiglijke ervaring.